# Heckler & Koch P11
Heckler & Koch P11 — немецкий подводный пистолет. Был разработан оружейной компанией Heckler & Koch в 1970-х годах.

## Описание
Двухсредный пистолет Р11 предназначен для ведения боевых действий под водой и на суше. Эффективная дальность стрельбы составляет до 30 метров — на воздухе и до 15 метров под водой. Воспламенение зарядов — электрическое. После отстрела всех пяти зарядов перезарядка картриджа с выстрелами возможна лишь на заводе производителя, в полевых условиях отстрелянный картридж заменяется новым.